# 木村百木
 木村 百木（きむら ひゃくぼく、 Hyakuboku Kimura、明治17年（1884年） - 昭和52年(1977年)）は、日本の名古屋市に生まれ、制作活動をした画家、芸術家。本名は、木村春三。
京都帝国大学時代、学生の時に禅の講演を聴いて、学校を辞め、修行の道に入る。大正7年より東京（瀧野川）に移転。 昭和元年に故郷の名古屋で初の個展を開く。昭和9年、小金井で坐禅と画の道場を開き、同地にて居を構え、終生小金井で暮らした。作品傾向として水墨画、版画で木を題材とする作品がよく見られる。その他に山を題材にする作品もみられる。人物画の作品にみられる題材は仙人、仏様、達磨大師などを生涯に制作している。

## 作品一覧
- 「緑樹」
- 「南極老人應壽圖」長寿
- 「維摩図」
- 「木村百木作画展観図録」
- 「小金井櫻堤」
- 「まくり」
- 「富士図」

など